# 김준영 (바둑 기사)
김준영(金俊永, 1954년 10월 8일 ~ )은 대한민국의 바둑 기사이다. 

## 약력
부산 출신이다. 아마추어 6단으로 1989년 롯데배 아마최고위전에서 우승하여 1990년 프로 바둑에 입단했다. 1991년 제10기 제왕전 본선과 1993년 명인전 본선에 진출했다. 1995년 3단으로 승단했고 1996년 제32기 패왕전과 제29기 명인전 본선에 올랐다. 1997년 16기 KBS 바둑왕전 본선에 진출했으며 1998년 제3회 삼성화재배 세계바둑오픈 본선에 올랐다. 특히 부산광역시 바둑 보급 활성화에 기여하고 발전하고 있다. 2003년 4단을 거쳐 2008년 7월에 5단으로 승단하였다. 2016년 4월, 6단으로 승단했다. 